# Тверская жизнь
Тверская жизнь — областная общественно-политическая газета на русском языке, издававшаяся в Твери. В газете освещалась жизнедеятельность региона, события и проблемы Твери. Учредителями являлись администрация Тверской области и редакция газеты.
Газета выходила 5 раз в неделю на 8 полосах (в четверг — на 24 полосах) тиражом от 6,5 до 8 тыс. экземпляров. В 1992 году тираж газеты достигал 65 тыс. экз.

## История
Первый номер газеты вышел 15 (28) ноября 1917 года. Первоначально газета носила название «Пролетарская мысль» и была органом Тверского Совета рабочих депутатов, Центрального бюро профессиональных союзов и совета фабрично-заводских комитетов города Твери. Начиная с пятого номера название газеты сменилось на «Известия Тверского Совета рабочих и солдатских депутатов».
В 1926 году газета была переименована в «Тверскую правду», а в 1932 — в «Пролетарскую правду».
Во время оккупации Калинина немецко-фашистскими войсками в октябре — декабре 1941 года газета издавалась в Кашине.
В 1952 году стала носить название «Калининская правда».
Современное название с 1990 года.
В разные годы в газете работали видные публицисты А. И. Тодорский, А. И. Капустин, И. А. Рябов, Б. Н. Полевой,
И. М. Васильев
5 сентября 2019 года вышел последний номер газеты.

Вот она — историческая реликвия: последний номер «Тверской жизни», не дотянувшей пары месяцев до своего 102-летия
 — пишет Сергей Глушков.

## Журнал «Домовой»
Ежемесячный журнал «Домовой» выпускался как приложение к газете «Тверская жизнь». Зарегистрирован Тверским областным Советом народных депутатов 27 декабря 1991 года. Общий тираж на 2007 год превысил 4 миллиона экземпляров. Выходил 12 раз в год на пятидесяти страницах.
В разное время редактировали Владимир Барышев (1991—1993), Николай Скворцов (1993—1999), Нина Ангар (2000), Владимир Кузьмин (2000—2003), Валерия Стрельцова (2003—2019). В 2000 году «Домовой» был признан победителем V фестиваля прессы «Вся Россия — 2000» (г. Казань) в номинации «Лучшее издание для социально незащищенных слоев населения».
Основные темы — культура семейного быта. Каждая тетрадь журнала условно состояла из двух частей. Первая — письма и творчество читателей: стихи, рассказы, краеведческие исследования профессиональных и непрофессиональных авторов. Вторая тетрадь журнала — дайджест лучших материалов самых известных глянцевых изданий для дома и семьи.
Журнал активно сотрудничал с общественными и неформальными творческими союзами и организациями.
Впервые на страницах «Домового» в 2000—2003 годах был опубликован большой блок материалов о жизни и творчестве советского поэта Владимира Соколова (1928—1997) — архив его сестры, детской писательницы Марины Соколовой.

## Награды
В 1967 году указом Президиума Верховного Совета СССР газета «Калининская правда» была награждена орденом Трудового Красного Знамени.